# Turandot (opera)
Turandot je opera v treh dejanjih (petih slikah) Giacoma Puccinija. Libreto sta napisala Giuseppe Adami in Renato Simoni po istoimenski literarni predlogi Carla Gozzija.
Krstna predstava opere je bila v milanski Scali 25. aprila 1926. Na tej predstavi, dirigiral je Arturo Toscanini, so odigrali samo izvirno Puccinijevo glasbo, saj mojster opere zaradi smrti ni dokončal. Opero je kasneje po skladateljevih skicah dokončal Franco Alfano in v tej obliki delo izvajajo še danes.
Najbolj znan odlomek iz opere je arija Calafa iz tretjega dejanja Nessun dorma. K njeni popularnosti je veliko prispeval tenorist Luciano Pavarotti.
- Zanimivost: norveški skladatelj Herman Severin Løvenskiold je že leta 1854 napisal opero z istim naslovom.

## Osebe
- princesa Turandot - sopran
- Altoum, njen oče in kitajski cesar - tenor
- Timur, pregnani tatarski kralj - bas
- Kalàf, njegov sin - tenor
- Liù, sužnja - sopran
- Ping - bariton
- Pang - tenor
- Pong - tenor
- Mandarin - bariton
- perzijski princ - tenor
- Pu-Tin-Pao - nema vloga
- vojaki, mandarini, rablji, duhovniki, modrijani, sluge, glasbeniki, skrivnostni glasovi ...

## Vsebina
Zgodba se dogaja v starih časih na Kitajskem.
Kitajsko princeso Lo-u-ling so nasilno odvedli in jo umorili. Njena pravnukinja, naslednica princesa Turandot, hoče maščevati svojo prednico, zato se noče vdati moškemu in se izogiba poskusom, da bi jo poročili. Vsakdo, ki se poteguje za njeno roko, mora rešiti uganke, ki mu jih zastavi; če jih ne reši, ga doleti smrt. Na ta način se je iznebila še vseh snubcev. 

### Prvo dejanje
Obzidje vijoletnega mesta. 
Na kolih so nasajene glave usmrčenih. Mandarin razglaša narodu, da bo čista Turandot poročila le tistega moža kraljevske krvi, ki bo rešil tri uganke, ki mu jih bo zastavila sama. Kdor ne bo rešil ugank, pride rablju v roke. Mladi perzijski princ mora ravnokar umreti, ker ni rešil ugank. Ljudstvo navdušeno in hrupno odobrava te ukaze in se poda proti cesarskemu gradu, da bi priklicalo rablje. Straže delajo red in v tem spopadu pade stari Timur, s prestola pahnjeni kralj Tatarov, na tla. Mlada sužnja Liu kliče na pomoč, da bi ga dvignili; tu priteče Kalaf in spozna svojega očeta. Oba morata ostati nespoznana, ker jih zasledujejo uzurpatorji prestola. Kalaf vpraša Liu, zakaj deli siromaštvo starega Timurja. Ker si se mi nekoč v gradu nasmehljal, mu odgovori. Ljudstvo prične spet klicati rablje. Ko vzide mesec, pride sprevod, ki spremlja mladega perzijskega princa na morišče. Množico obide ob pogledu na princa usmiljenje in prične klicati Turandot, naj ga pomilosti. Turandot se prikaže in odkloni pomiloščenje. Kalaf jo ugleda, njena lepota ga omami. Brez pomisleka skoči h gongu, da bi udaril trikrat, kar pomeni, da snubi Turandot. Vsa svarila ne pomagajo: očetove prošnje, plaha beseda male Liu, zadnji vzdih umirajočega princa, trije komični ministri Ping, Pang in Pong in tudi rabelj, ki je ravnokar prišel z odrezano prinčevo glavo, ga ne morejo odvrniti od nevarne snubitve. Pijan ljubezni udari na gong in se vda v svojo usodo. 

### Drugo dejanje

#### 1. slika.
V paviljonu se zbero ministri Ping, Pang in Pong, da bi se dogovorili o pripravah za bližnje dogodke. Modrujejo in razpravljajo o vsem mogočem. Zaradi grozovitih ugank princese Turandot imajo občutek, da so ministri rablja in ne Kitajske. Hrepenijo po mirnem domu in molijo, da bi srečen ugankar prinesel rešitev Kitajski. V palači nastane hrušč. Slavnost se prične. 

#### 2. slika.
V gradu. Ljudstvo prihaja. Osem mandarinov — modrijanov prinese zapečatene zvitke z rešitvami ugank. Tudi ministri Ping, Pang in Pong pridejo. Cesar Altoum sedi na prestolu. Preveč mu je že krvi in umorov, zato hoče, da bi odšel Kalaf in si ohranil življenje. Nič ne pomaga. Turandot razloži vzroke svojega dejanja. Njeno junaško pradedinjo Lo-u-ling je nekoč odpeljal neznanec in jo umoril. Njo hoče maščevati, zato se ne bo vdala moškemu in zato morajo umreti njeni snubci. Kalaf pa želi kljub vsemu rešiti uganke, kar se mu tudi posreči. Turandot je premagana, vendar prosi in roti cesarja Altouma, da je ne bi predal tujcu. Kalaf pravi, da jo hoče vzeti samo ljubečo in tvega še enkrat svoje življenje s tem, da ji da svojo uganko: če Turandot do naslednjega jutra ugane oziroma izve njegovo ime, potem rad umre. Cesar in vsi ostali želijo, da bi ostal neznanec zmagovalec. 

### Tretje dejanje

#### 1. slika.
Noč. V grajskem vrtu. Slišijo se glasovi glasnikov: »To noč naj v Pekingu nihče ne spava! Pod smrtno kaznijo naj se neznančevo ime takoj prijavi. Kalaf je na stopnicah paviljona in čaka poln upanja na jutranjo zarjo, ki mu prinese polno zmago. Ping, Pang in Pong, katerih življenje je tudi ogroženo, skušajo podkupiti Kalafa z lepimi deklicami, bogastvom in s častjo, slednjič pa mu grozijo z bodali, da bi izdal svoje ime in nato pobegnil. Kalaf hoče Turandot za vsako ceno. Biriči pripeljejo Timurja in Liu, da bi od njih izvedeli skrivnost. Pokličejo Turandot, ki zahteva od Timurja, da spregovori in pove neznančevo ime. Timur molči, tudi potem ko ga zvežejo. Liu zakriči, da ona edina ve neznančevo ime, ampak da ga ne bo izdala. Turandot ukaže zvezati Kalafa. Ping ukaže mučiti Liu, da zakriči in pade v nezavest. Turandot odredi, naj se Liu odveže in ko se spet zave, jo vpraša, kdo ji daje toliko poguma. Liu odgovori, da je to ljubezen. Ko hoče rabelj nadaljevati z mučenjem, si Liu zabode bodalo v srce in izdihne, Timur je pretresen do dna duše in napoveduje maščevanje nedolžne duše. Vsi so ganjeni. Njeno telo odnesejo in vse sledi žalnemu sprevodu. Kalaf raztrga Turandot pajčolan. V začetku se ona zna Kalafa ubraniti, ta pa jo potegne v svoje naročje in obsuje s poljubi. Njena trdosrčnost je premagana. Turandot prosi in joče in prizna Kalafu, da ga je že ob prvem srečanju vzljubila in zasovražila. Strah je čutila pred zmago in porazom. Sedaj lahko odide Kalaf, ponosen s svojo skrivnostjo. V prekipevajočih občutkih pa Kalaf pove, kdo je. V Turandot vzkipi ponos zmage in Kalafovo življenje je spet v njenih rokah; zvedela je za njegovo ime še pred vzhodom sonca. 

#### 2. slika.
Zunaj palače. Cesar sedi na prestolu, obdan od dvorjanov. Na trgu je ljudstvo. Turandot pride in Kalaf za njo. Turandot pove očetu, da pozna neznančevo ime, in sicer ljubezen! Kalaf vzklikne in plane po stopnicah proti Turandot. Oba se objameta v veselje naroda. 